# The Connells
The Connells es una banda de rock estadounidense formada en Raleigh, Carolina del Norte, en 1984. A mediados de la década de 1990 gozaron de un notable éxito en Europa gracias a sencillos como "'74–'75".

## Historia
La banda fue fundada por los hermanos Mike y David Connell, guitarra y bajo respectivamente, junto al vocalista Doug MacMillan. Poco después , se unieron a la formación George Huntley la guitarra y los teclados y Peele Wimberley a la batería.
En 1984 se incluyó la canción "Darker Days" en un álbum recopilatorio de bandas indie de Carolina del Norte. Este mismo tema daría título a su álbum debut, producido por Don Dixon y publicado en 1985 por la discográfica Demon Records en el Reino Unido y por Black Park Records en Estados Unidos. Tras una extensa gira, la banda regresó a los estudios en 1986 para grabar su segundo álbum, Boylan Heights. El álbum fue producido por Mitch Easter, productor de R.E.M, banda con la que frecuentemente eran comparados. Las composiciones, de marcada influencia celta, que Mike Connell creó para este segundo trabajo marcaron definitivamente las bases del sonido de la banda durante el resto de su carrera. 
Boylan Heights se convirtió en un importante éxito en las emisoras universitarias de radio de Estados Unidos y la banda continuó realizando giras sin descanso. Durante este periodo fueron abandonando sus características guitarras Rickenbackers de doce cuerdas, usando en su lugar guitaras Fender y Gibson de seis, lo que les proporcionó un sonido más contundente, alejado del estilo folk que les había acompañado hasta entonces. Su tercer álbum, Fun and Games, publicado en 1989, combina temas de influencia folk como "Hey Wow", su primer sencillo y temas con un sonido más pesado como "Something to Say" y "Upside Down". George Huntley comenzó a destacar como compositor, escribiendo o coescribiendo para Fun and Games cinco temas, entre los que destaca "Sal", una de las canciones más populares de la banda en sus conciertos. 
A Fun and Games le siguió muy pronto One Simple Word, un álbum grabado en Gales bajo la dirección del productor británico Hugh Jones, que fue publicado en octubre de 1990. Aunque con este trabajo volvieron a tener éxito en las emisoras universitarias estadounidenses, el álbum no alcanzó el éxito comercial que deseaba la banda. Tras tres años de inactividad, regresaron en 1993 con la incorporación del teclista Seteve Potak y la publicación del álbum Ring. La recepción en Estados Unidos volvió a ser discreta, limitándose al ámbito universitario, sin embargo en Europa el álbum se convirtió en un gran éxito comercial gracias al sencillo "'74–'75", una balada de influencia celta que alcanzó el Top 20 en todo el continente, llegando posicionarse en el puesto número 14 de la lista británica UK Singles Chart, así como en el puesto número uno de las listas de éxitos en Suecia y Noruega. La banda inició una gira por Europa, llegando a actuar en grandes recintos y a telonear a Def Leppard. "'74–'75" ganó numerosos galardones en Europa a mediados de los años 90 y fue ampliamente reproducida en emisoras comerciales de todo el continente. La canción también formó parte de la banda sonora de la película de 1995, Heavy. Ring recibió, gracias a sus ventas europeas, el certificado de disco de platino. La banda interpretó el tema "Slackjawed" en el programa de televisión estadounidense Late Night with Conan O'Brien.
Weird Food and Devastation, el quinto disco de The Connells, se publicó en 1996, sin que la banda pudiera aprovechar el impulso establecido por su predecesor. Presentó una producción más marcada y pesada que en Ring. Connell y MacMillan se repartieron casi por igual la composición de los temas que conforman el álbum. Se grabaran vídeos musicales para "Maybe", sencillo principal del álbum, y "Fifth Fret" (parodiando la película Psicosis de Alfred Hitchcock). La banda fue invitada a actuar por segunda vez en el programa de televisión Late Night with Conan O'Brien, donde tocaron "Maybe". La gira del álbum tuvo que ser interrumpida a principios de 1997 cuando a MacMillan, que había estado experimentando dolores de estómago durante más de un año, le diagnosticaron diverticulitis y tuvo que ser operado de urgencia, tomándose varios meses de descanso para recuperarse.
En 1998, la banda publicó el álbum Still Life, bajo la producción de Jim Scott, con un sonido menos duro que en Weird Food and Devastation, que en la época fue comparado al de Counting Crows y Teenage Fanclub. Fue el único trabajo de la banda que incluyó composiciones de todos sus miembros. A finales de año Peele Wimberley dejó la formación, siendo sustituido por Steve Ritter.
En 2001 lanzaron Old School Dropouts con el sello discográfico Black Park Records. El sencillo "Washington" fue altamente radiado en las emisoras especializadas en música alternativa. Tras la publicación del álbum, George Huntley abandonó la banda, fue sustituido por Mike Ayers. Por motivos familiares y profesionales, todos los miembros de la formación tienen ocupaciones al margen de la música, la banda nunca más volvió a realizar actuaciones regulares. Sus apariciones, se limitan a actuaciones en festivales y eventos benéficos en el sudeste de Estados Unidos.
El catálogo de la banda fue adquirido por Bicycle Recording Company, un sello editorial independiente con base en Beverly Hills, en abril de 2010 que reeditó las grabaciones de The Connells de forma digital. En abril de 2013 grabaron algunos temas nuevos en los Baby Topanga Studios. En septiembre de 2017, la banda celebró su 30 aniversario con un concierto en su ciudad de origen, Raleigh y contó con la presencia del miembro original de la formación, George Huntley, que intervino en numerosas canciones.

## Discografía

### Álbumes
- Hats Off - EP (1985)
- Darker Days (1985)
- Boylan Heights (1987)
- Fun & Games (1989)
- One Simple Word (1990)
- Ring]] (1993)
- New Boy - EP (1994)
- Weird Food and Devastation (1996)
- Still Life (1998)
- Old School Dropouts (2001)